# Gigetta si vendica di Robinet
 (juillet 2025).
Pour les articles homonymes, voir robinet.
Pour plus de détails, voir Fiche technique et Distribution.
Gigetta si vendica di Robinet (« Gigetta se venge de Robinet ») est un court-métrage muet italien de 1910 réalisé par Marcel Fabre. Il met en scène ce dernier dans le rôle de « Robinet » et Gigetta Morano dans le rôle de « Gigetta ».

## Fiche technique
- Titre : Gigetta si vendica di Robinet
- Réalisation : Marcel Fabre
- Société de production : Ambrosio Film
- Pays d'origine :  Royaume d'Italie
- Langue : italien
- Format : Noir et blanc – 1,33:1 – 35 mm – Muet
- Genre : Comédie
- Longueur de pellicule : 122 mètres
- Durée : 5 minutes
- Année : 1910

## Distribution
- Gigetta Morano : Gigetta
- Marcel Fabre : Robinet